# Căn cứ không quân Paya Lebar
Căn cứ Không quân Paya Lebar (IATA: QPG, ICAO: WSAP) là một căn cứ không quân của Không Lực Singapore, nằm ở Paya Lebar, ở khu vực trung đông của Singapore, phượng châm hoạt động là "Sức mạnh và sẵn sàng".
Được thành lập vào năm 1954 và là Sân bay Quốc tế Singapore để thay thế cho Sân bay Kallang, sau đó việc kiểm soát sân bay được chuyển giao cho Không quân vào năm 1980 khi nó được đổi tên thành Căn cứ Không quân Paya Lebar, sau khi chuyển hoạt động dân dụng sang sân bay mới ở Changi.

## Lịch sử

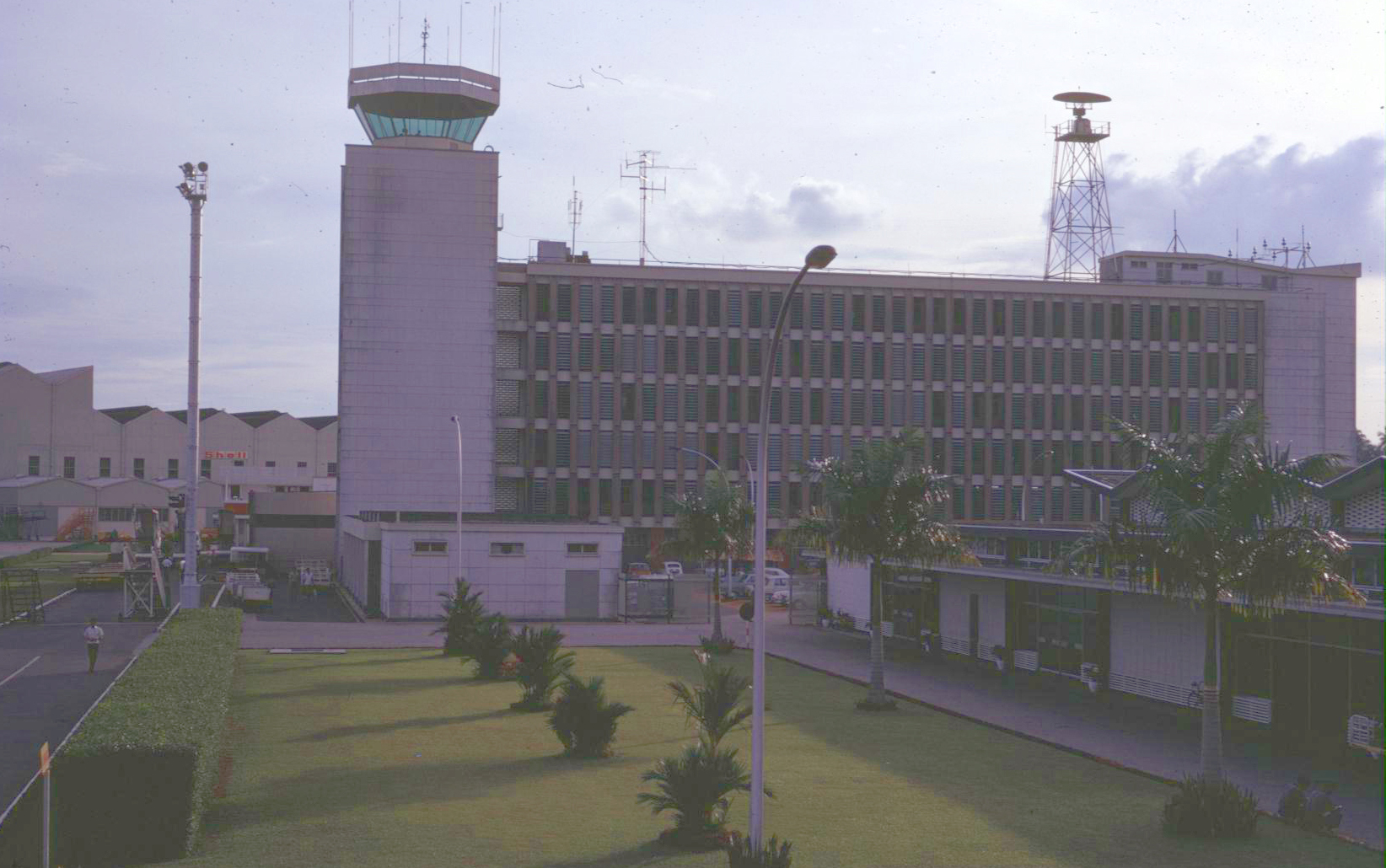
Tháp kiểm soát không lưu Sân bay quốc tế Sigapore và nhà ga, ảnh chụp tháng hai năm 1969 và tháng bảy năm 1971

Sân bay được xây dựng từ năm 1952 đến năm 1955, và mở cửa vào ngày 20 tháng 8 năm 1955 bởi Bộ trưởng Thuộc địa, Alan Lennox-Boyd. Kiến trúc sư của dự án là J. J. Bryan, một kỹ sư công trình công cộng đã có kinh nghiệm xây dựng sân bay tại Malaya và Ấn Độ.
Đây là trụ sở hoạt động của Malayan Airways vào thời điểm này (cùng với sân bay ở Kuala Lumpur), và hãng hàng không này đã có chuyến bay đầu tiên ra khỏi Đông Nam Á năm 1958, sử dụng một chiếc DC-4 thuê từ hãng Qantas, hành trình bay đến Hồng Kông. Động cơ cánh quạt Turbin được hãng sử dụng trong vài năm sau đó, và tên của hãng đã được thay đổi thành Malaysia Airways. Năm 1962, một dịch vụ kiểm soát không lưu dân dụng chung của RAF/Singapore được thành lập để phục vụ cho Bộ Quốc phòng. Trong thời gian đó máy bay dòng Britannia của hãng Bristish Eagle cung cấp phương tiện chuyên chở cho quân đội Anh.
Năm 1966, công ty tập trung nhiều hơn vào Singapore, sau khi mua thêm các máy bay dòng Boeing 707s, mở trụ sở chính tại Singapore, công ty đổi tên thành Malaysia-Singapore Airlines - với một logo sơn màu vàng huỳnh quang nổi bật. Trung tâm hoạt động chính của nó chuyển sang sân bay Paya Lebar, và bắt đầu cung cấp nhiều chuyến bay tiếp cận sâu hơn vào vùng Bắc Á.
Từ năm 1979 đến năm 1980, British Airways, kết hợp với hãng hàng không Singapore, bắt cung cấp các chuyến bay sử dụng máy bay siêu thanh Concorde từ sân bay Heathrow của London đến sân bay Paya Lebar của Singapore.
Hãng Malaysia-Singapore Airlines bị giải thể vào năm 1972; Malaysia Airlines và Singapore Airlines được thành lập – hai hãng này thừa hưởng các máy bay Boeing 707s đã mua trước đó; và Singapore Airlines vẫn có trụ sở ở Paya Lebar. Số lượng hành khách tăng từ 1,7 triệu lên 4 triệu trong khoảng từ năm 1970 đến năm 1975. Sân bay Paya Lebar bị hạn chế hoạt động và mở rộng bởi sự phát triển của các khu bất động sản xung quanh nên Singapore đã bắt đầu việc xây dựng mới sân bay quốc tế Singapore tại Changi năm 1975 và đã đi vào hoạt động vào năm 1981. Paya Lebar sau đó đã ngưng phục vụ các chuyến bay thương mại và dân sự, và sân bay mới Changi đã sử dùng mã IATA (SIN) của Paya Lebar.

## Các Hãng hàng không và Điểm đến
| Hãng hàng không             | Điểm đến | Thời gian |
| --------------------------- | --- | --------- |
| Air India                   | |           |
| Air New Zealand             | 1966-1981 |           |
| Air Niugini                 | Port Moresby |           |
| Biman Bangladesh Airlines   | Dhaka |           |
| B.O.A.C                     | |           |
| British Airways             | |           |
| British Eagle               | |           |
| CAAC Airlines               | |           |
| Cathay Pacific              | Hong Kong-Kai Tak |           |
| China Airlines              | |           |
| Czech Airlines              | Prague |           |
| Garuda Indonesia            | |           |
| Japan Airlines              | |           |
| KLM                         | |           |
| Korean Air                  | Seoul-Gimpo |           |
| Malaysia Airlines           | Kuala Lumpur–International, Kuching, Miri |           |
| Malaysia–Singapore Airlines | Melbourne, Sydney, Perth, Manama, - Athens, Santa Cruz International Airport Ngurah Rai Airport, Kemayoran Airport, Polonia AirportLeonardo da Vinci AirportItami International Airport, Tokyo International AirportKota Kinabalu International Airport, Kuala Lumpur International Airport, Kuching International Airport, Bayan Lepas International Airport Manila International AirportBandaranaike International AirportZürich AirportTaipei Songshan AirportBangkok International Airport London Heathrow AirportTan Son Nhat International Airport Frankfurt Airport |           |
| Monarch Airlines            | |           |
| Pan American World Airways  | |           |
| Philippine Airlines         | Manila |           |
| Qantas                      | Brisbane, Melbourne, Perth, Sydney |           |
| Royal Brunei Airlines       | Bandar Seri Begawan |           |
| Saudia                      | Riyadh |           |
| Scandinavian Airlines       | Copenhagen |           |
| Singapore Airlines          | |           |
| SriLankan Airlines          | Colombo |           |
| Swissair                    | Zürich |           |
| Thai Airways                | Bangkok-Don Mueang |           |
| Vietnam Airlines            | Ho Chi Minh City |           |

### Vận chuyển hàng hóa
| Hãng hàng không | Điểm đến |
| --------------- | -------- |
| Pan Am          |          |

## Chuyển đổi cho mục đích quân sự
Paya Lebar bắt đầu dần dần được chuyển đổi thành căn cứ không quân của quân đội từ cuối năm 1967 trở đi. Trong năm đó, một Trung tâm Không vận được xây dựng để xử lý hành khách và hàng hoá đến các chuyến bay của Không quân Cộng hòa Singapore, các chuyến bay  của Bộ Quốc phòng và các máy bay quân sự nước ngoài. Nhà ga ban đầu (sơn màu xanh lá cây), nhà máy bảo trì và tháp điều khiển được giữ lại. Tiếp cận đến nhà ga và nhà kho bị cấm và sân bay được bao bọc bởi hàng rào có dây. Nó đã trở thành căn cứ không quân hoàn chỉnh vào năm 1981 khi Sân bay Changi của Singapore đi vào hoạt động và sau đó nó được đổi tên thành Căn cứ Không quân Paya Lebar (PLAB) cùng năm đó.

## Căn cứ không quân Paya Lebar
Căn cứ không quân đang chứa các máy bay như C-130 Hercules và hai phi đội F-15SG Strike Eagles.
Các phi đội bay đang hoạt động:
- Phi đội 122 với 10 C-130 Hercules,
- Phi đội 142 với F-15SG Strike Eagles,
- Phi đội 149 với >24 F-15SG Strike Eagles[6]

Các phi đội hỗ trợ là:
- Phi đội hậu cần Không quân (ALS)
- Phi đội Bảo trì sân bay (AMS)
- Phi đội bảo vệ mặt đất (FDS)
- Phi đội hỗ trợ bay (FSS)

### Hoạt động của Không quân Hoa Kỳ
Bên cạnh việc sử dụng cho rất nhiều đơn vị không lực của Không Lực Hoa Kỳ và Hải quân Hoa Kỳ (bao gồm cả Hải Quân kiêm Không quân Hoa Kỳ) như một điểm dừng chân tiếp nhiên liệu và điểm tập huấn/trung chuyển, căn cứ cũng được sử dụng vĩnh viễn bởi Phi đoàn huấn luyện chiến đấu Số 497 cho chuyến bay khác hoạt động kể từ ngày 31 tháng mười năm 1991.
Căn cứ không quân Paya Lebar cũng đóng vai trò chủ nhà máy bay VIP của USAF. Air Force One đã hạ cánh tại căn cứ này trong hai chuyến thăm viếng Singapore của Tổng thống George W. Bush vào tháng 10 năm 2003 và tháng 11 năm 2006.
Air Force Two của Phó Tổng thống Dick Cheney cũng đã ngừng tiếp nhiên liệu trên đường từ Australia vào năm 2007.
Boeing 747-200 E-4B của USAF thường xuyên hạ cánh tại căn cứ này khi Bộ trưởng Quốc phòng Hoa Kỳ thăm Singapore, cũng như Boeing 757 C-32A mang theo Bộ trưởng Ngoại giao.
Gần đây nhất, vào ngày 14 tháng 11 năm 2009, Air Force One đưa Tổng thống Barack Obama lên căn cứ không quân Paya Lebar, tham dự Hội nghị thượng đỉnh APEC Singapore 2009.

## Hình ảnh

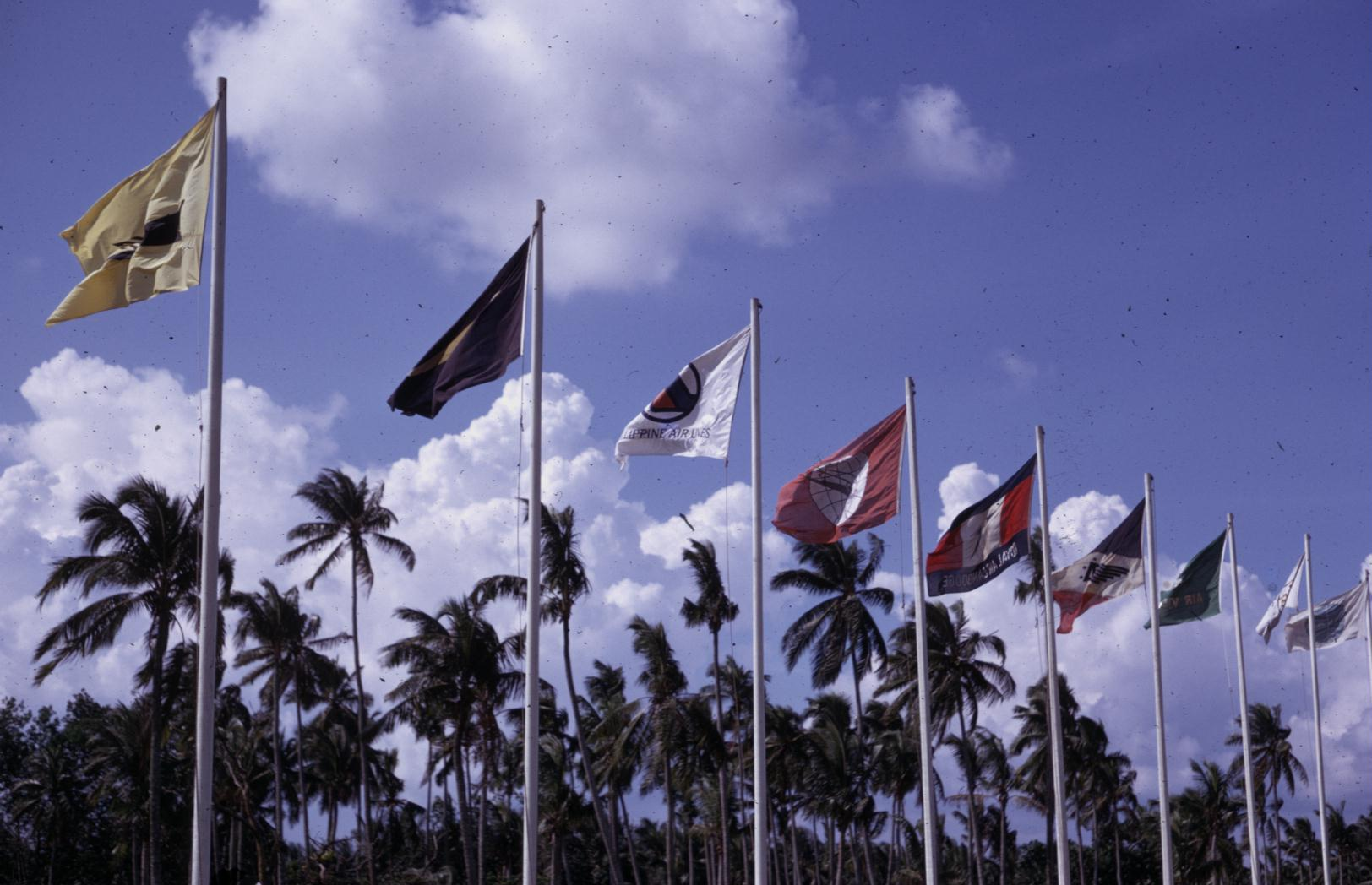
Flags outside Singapore International Airport, photographed February 1969 × July 1971.
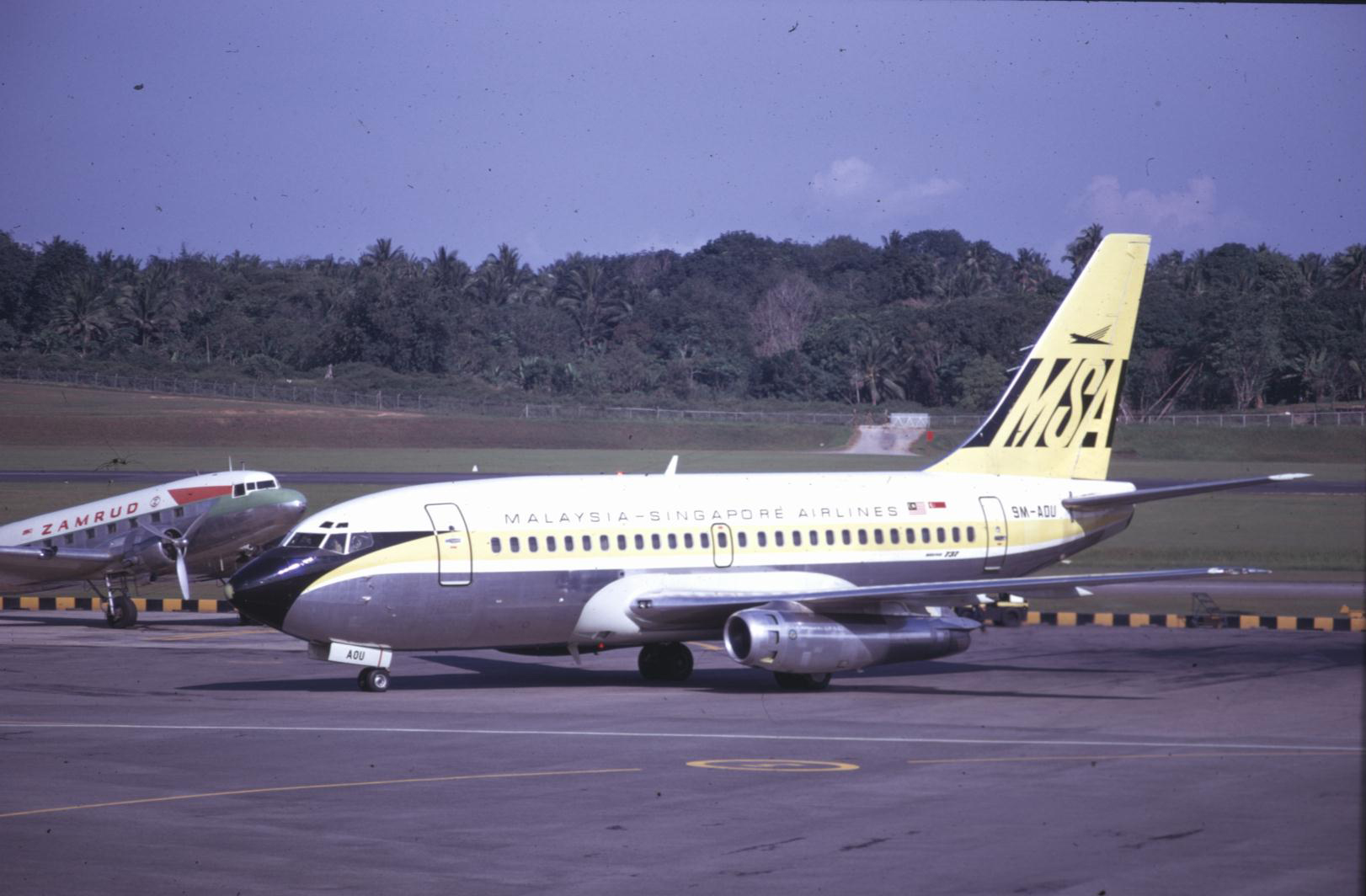
Malaysia-Singapore Airlines Boeing 737
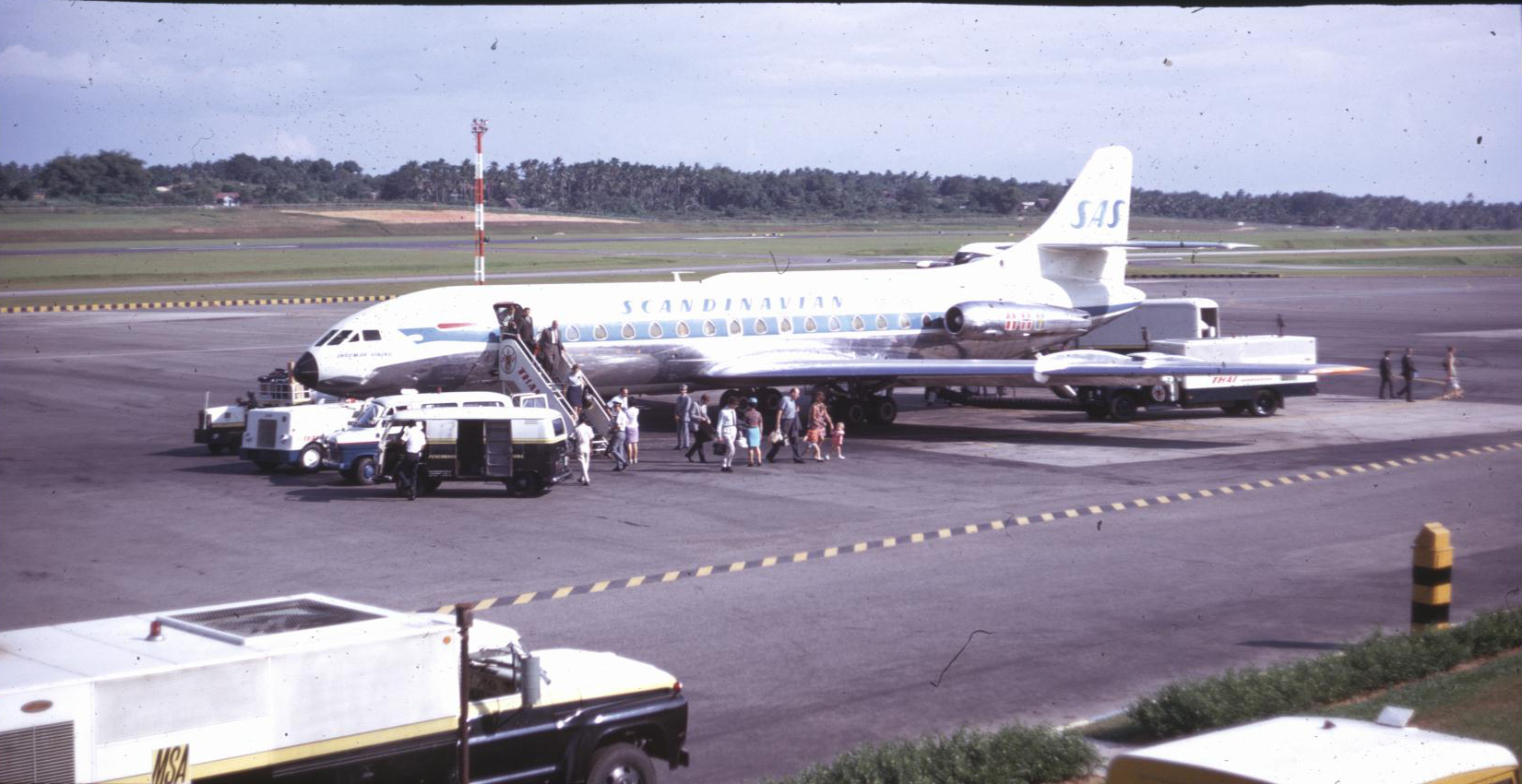
SAS airliner at Singapore International Airport, photographed February 1969 × July 1971.
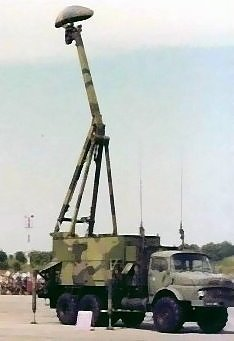
1988, a GIRAFFE S 3D radar on display at Paya Lebar Air Base.
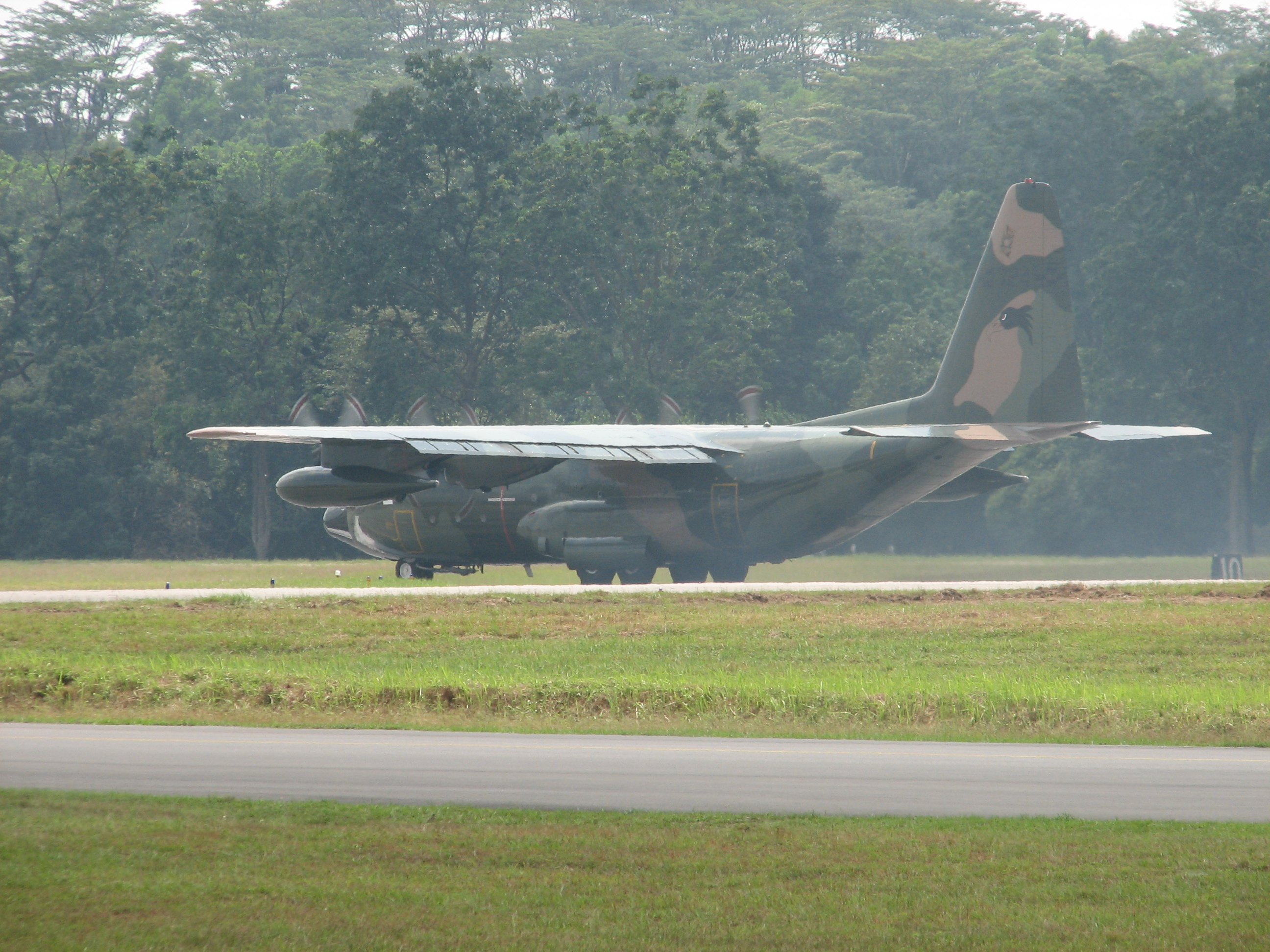
An RSAF C-130H performing short field landing at PLAB.
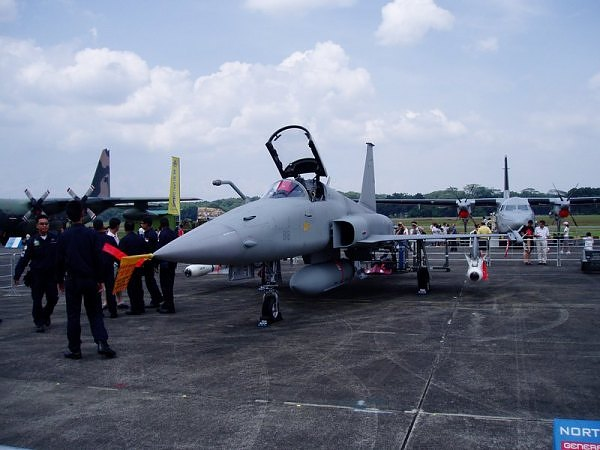
An AGM-65 Maverick armed Northrop F-5S Tiger-II.

## Bảo tàng Không lực

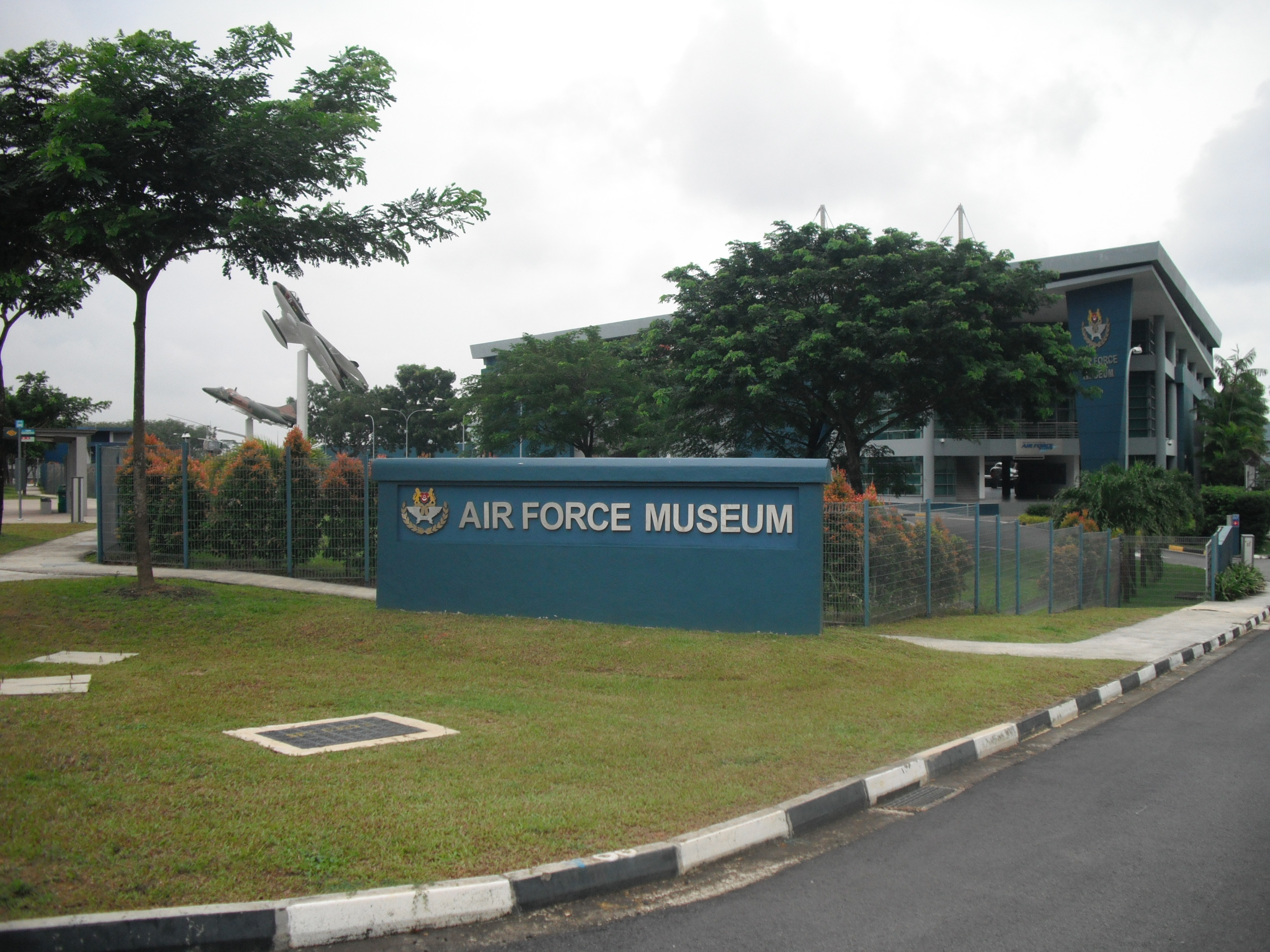
Bảo tàng RSAF

RSAF duy trì Bảo tàng Không quân, mở cho công chúng tham quan và giới thiệu lịch sử và chức năng của không quân. Bảo tàng nằm dọc theo Đường Sân bay bên cạnh sân bay. Bảo tàng đã được nâng cấp vào năm 2015.

## Nhà mở RSAF
Nhà mở RSAF là một chương trình thường được tổ chức tại Căn cứ không quân Paya Lebar. Nhà mở gần đây nhất được tổ chức vào ngày 19-22 tháng 5 năm 2016 và hơn 220.000 người tham dự trong hai ngày công chiếu từ 21-22 tháng 5.

## Di sản
Tòa tháp hành khách và tháp điều khiển hành khách cũ vẫn được bảo tồn, dù hiện nay được kiểm soát bởi các đơn vị không quân và không cho công chúng tham quan. Tuy nhiên, phần lớn nội thất vẫn còn nguyên vẹn và gần như được bảo quản hoàn toàn từ thời điểm nó được xây dựng lần đầu tiên. Con đường dẫn đến nhà ga hành khách cũ còn được gọi là Đường Sân bay.

## Tương lai
Căn cứ không quân sẽ được di dời saunăm 2030. Các công trình mở rộng đang được tiến hành tại TAB và CAB để chuẩn bị cho việc định vị lại trụ sở mới của RSAF sau khi đóng căn cứ không quân.